# Viaje espacial

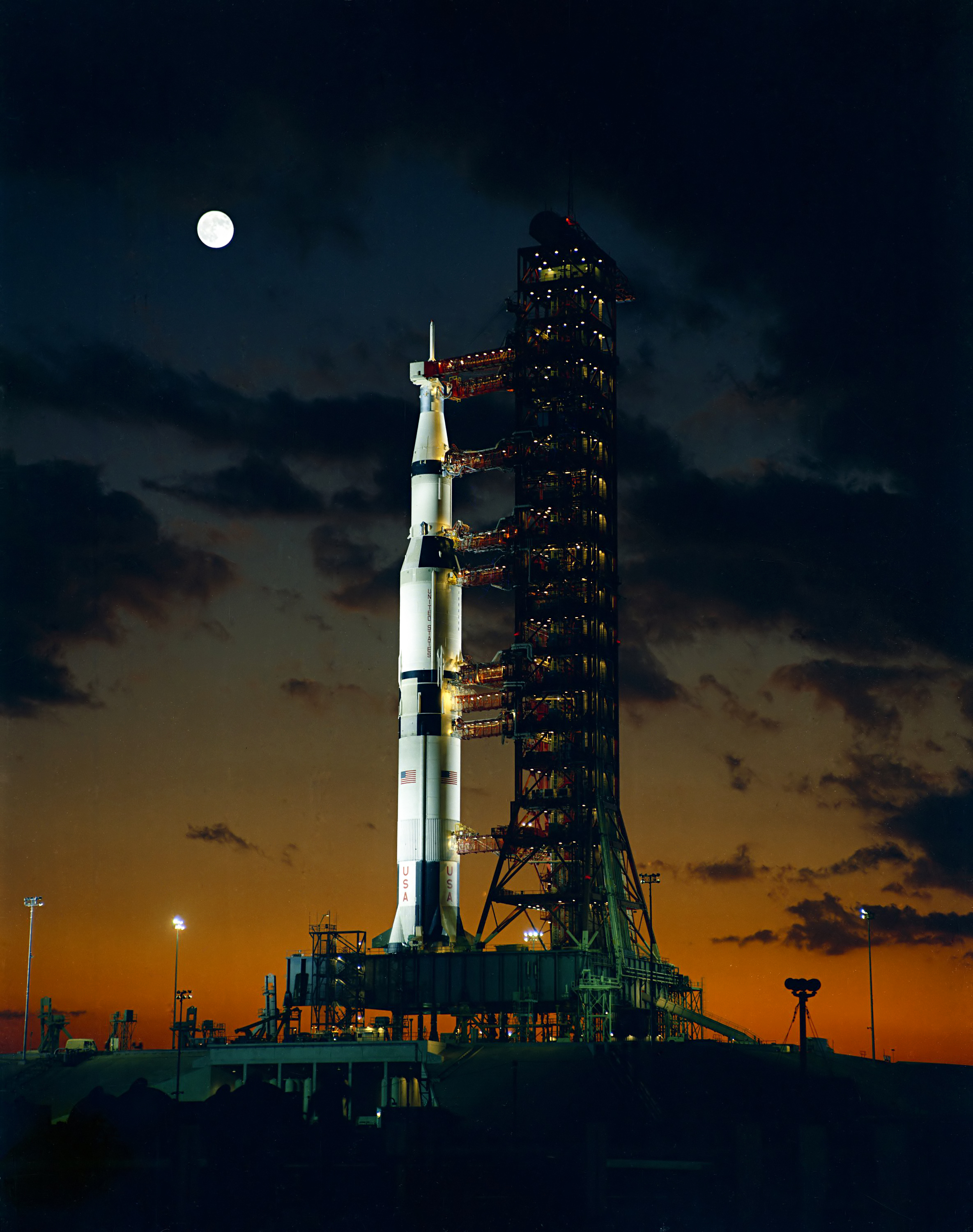
Primer lanzamiento del Saturno V.

Se les denomina viajes espaciales a aquellas expediciones que abandonan la atmósfera para alcanzar el espacio exterior. Cuando estos viajes son suficientemente largos como para abandonar la órbita de la Tierra y su satélite, la Luna, se habla de viajes interplanetarios, mientras que los viajes más allá del sistema solar entran en la categoría de viajes interestelares.
Los viajes espaciales se emplean para un número creciente de usos: científicos, militares y comunicación.
Los viajes espaciales precisan de cohetes de combustible químico para abandonar la atmósfera, mientras que una vez alcanzado el espacio exterior, pueden emplear diversos métodos de propulsión.

## Historia
La idea de viajar fuera de nuestro planeta se remonta a la antigüedad: ya en tiempos romanos el filósofo griego Plutarco (46 - 120 d. C.) relataba en De Facie in Orbe Lunae la leyenda de un pueblo que conocía un camino hacia la Luna, y también Luciano de Samosata (125 - 181 d. C.) escribió Historia verdadera; un relato sobre un viaje a la Luna con selenitas incluidos, aunque advirtiendo al lector de que todo era fantasía. El predominio posterior de la filosofía cristiana, que negaba la posibilidad de otros mundos, produjo el abandono de estas ideas durante los siguientes 14 siglos, hasta la revolución astronómica iniciada en el siglo XVI con Copérnico y continuada después por Kepler y Galileo, y la invención del telescopio. En 1634 fue publicada póstumamente la que está considerada como una de las primeras obras de ciencia ficción: Somnium; una narración sobre un viaje a la Luna escrita por el astrónomo Johannes Kepler. En su relato, Kepler no alcanza a imaginar cómo podría llegar a realizarse tal viaje, y ante la imposibilidad teórica de justificarlo, imagina la travesía por obra de los espíritus. La imaginación humana estaba pues restringida todavía por la capacidad tecnológica, y tendrían que transcurrir todavía dos siglos más hasta que el novelista Francés Julio Verne idease ese viaje mediante un gigantesco cañón, en su famosa novela De la Tierra a la Luna, de 1865.
Pero probablemente el primer científico que se atrevió a plantear seriamente la posibilidad de realizar viajes espaciales fuese el físico ruso Konstantín Tsiolkovski, quien en 1895 publicó "Грезы о земле и небе" (Sueños de la Tierra y el cielo); un relato en donde el autor imagina y describe asentamientos humanos en el espacio, si bien el salto de la ciencia ficción a la ciencia se produce con la entrada en el siglo XX, y más concretamente en el año 1903, tras la publicación del libro "Исследование мировых пространств реактивными приборами" (Exploración del espacio cósmico por medio de motores de reacción). En este libro, Tsiolkovski expone detalladamente la posibilidad de viajar al espacio exterior gracias a la recientemente descubierta tecnología de los motores a reacción. Tsiolkovsky también vaticinó muchas de las características que definirían los futuros viajes espaciales, como el uso de oxígeno e hidrógeno líquidos como propelentes, o el empleo de cohetes de varias fases durante el lanzamiento, así como la utilización de trajes presurizados y de energía solar en el espacio.
En 1908 el lituano Friedrich Zander, discípulo de Tsiolkovsky, publica "Problemas de los vuelos interplanetarios", donde aborda los problemas de un viaje espacial, enfocado especialmente en un viaje a Marte, siendo el primero en sugerir la creación de invernaderos para las naves.
En 1923 el físico alemán Hermann Oberth, desconociendo los trabajos de sus colegas rusos, publica un libro similar al de Tsiolkovsky bajo el nombre "Die Rakete zu den Planetenräumen" (Al espacio en cohete), y a partir de esta obra se suceden en occidente varios estudios y ensayos sobre las posibilidades de los viajes espaciales, destacando "Das Problem der Perfahrung des Waltraums" (El problema del viaje espacial) del esloveno Herman Potočnik, y "Wege Zur Raumschiffahrt" (El camino hacia el viaje espacial) del propio Oberth, ambos publicados en 1929.
Durante las décadas de los 30 y 40, parte de estas ideas empiezan a ser desarrolladas: en 1927 se funda la Verein für Raumschiffahrt (Sociedad Alemana de Viajes Espaciales) y en 1933, la British Interplanetary Society. En 1936 se funda en California el Laboratorio Aeronáutico Guggenheim, que será renombrado como JPL en 1944.
Pero es especialmente tras el estallido de la II GM cuando se acelera la investigación en este campo, en busca de sus posibles aplicaciones militares. Tras la guerra, los norteamericanos se apropian de la tecnología de cohetes alemana, liderada por el ingeniero Wernher von Braun, y entre 1946 y 1952 consiguen lanzar los cohetes V-2 hasta una altitud de 200 km, convirtiéndose así en los primeros objetos humanos en abandonar la atmósfera. Paralelamente, en mayo de 1946 el Proyecto RAND presenta un informe sobre el diseño preliminar de una nave espacial experimental en órbita.
Sin embargo, y pese a estos progresos, la comunidad científica sigue mostrándose en general escéptica con respecto a las posibilidades de adentrarse en el espacio, como prueba el hecho de que en 1956, el astrónomo real Richard Woolley calificase los viajes espaciales como la "máxima idiotez"
Mientras tanto los progresos continúan, y el 4 de octubre de 1957 los rusos, liderados por el ingeniero Sergéi Koroliov, lanzan el primer satélite de la historia; el Sputnik, para un mes después poner en órbita el primer ser vivo: la perra Laika. Estos acontecimientos, enmarcados en el contexto de la guerra fría, impulsan a los Estados Unidos a acelerar su propio programa espacial, iniciando la conocida como carrera espacial hacia la Luna.

### Carrera hacia la Luna

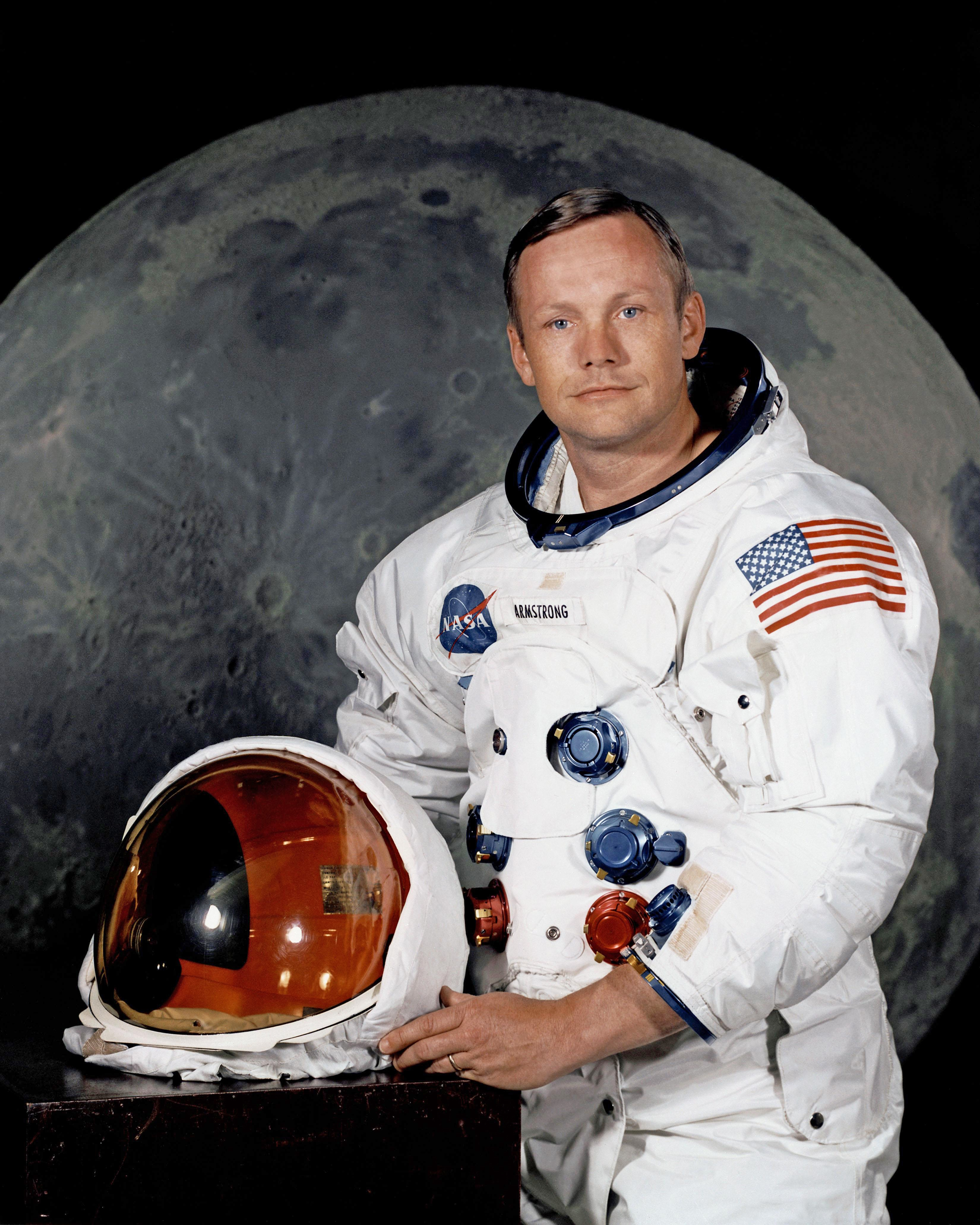
Neil Armstrong, el primer hombre en pisar otro astro.

Durante la década de 1960 se produce una extraordinaria competición entre las dos potencias mundiales, EE. UU. y URSS, por ser los primeros en alcanzar la Luna. El primer intento de alcanzar nuestro satélite se realiza el 23 de septiembre de 1958, con el lanzamiento fallido de la sonda rusa Luna 1958 A. Después de varios intentos fallidos más, el 2 de enero de 1959 la URSS lanza el Luna 1; el primer ingenio humano que alcanza la Luna, si bien la sonda no llega a impactar en el satélite. Esto se logra 8 meses más tarde con el Luna 2, que el 14 de septiembre del mismo año se estrella en la región lunar Palus Putredinis, convirtiéndose así en el primer objeto humano en impactar fuera de nuestro planeta. Por su parte, los americanos inician el Programa Ranger, logrando finalmente impactar contra el satélite con una averiada sonda Ranger 4, el 26 de abril de 1962. El primer aterrizaje controlado lo logra la rusa Luna 9 el 3 de febrero de 1966, y el 14 de septiembre de 1968 se lanza la también rusa Zond 5, que es la primera en sobrevolar la Luna y regresar a la Tierra.
Los soviéticos también toman la delantera en las salidas tripuladas al espacio: el 12 de abril de 1961 el cosmonauta ruso Yuri Gagarin se convierte en el primer humano en abandonar la atmósfera. Casi un año después, el 20 de febrero de 1962 le sigue el norteamericano John Glenn.
Sin embargo el mayor éxito lo obtendrán finalmente los americanos, cuando el Apolo 11 consigue poner un hombre en la Luna el 20 de julio de 1969. El programa Apolo conseguirá un total de 6 misiones tripuladas a la Luna hasta ser cancelado en 1972. Desde entonces ningún humano ha vuelto a abandonar la órbita terrestre.
Hasta la fecha han conseguido alunizar con éxito cerca de una veintena de naves, y muchas más se han estrellado contra su superficie, calculándose que en la actualidad hay entre 150 y 200 toneladas de objetos humanos en el satélite.

## Viajes no tripulados

Imagen artística de la sonda Cassini llegando a Saturno.

La era espacial se inicia con el lanzamiento del Sputnik 1 el 4 de octubre de 1957. Este satélite llegó a alejarse casi mil kilómetros del planeta antes de incinerarse durante su reentrada a la atmósfera, tres meses después. También fue soviética la primera sonda en circunvalar la Luna y regresar; logro conseguido por la Zond 5, lanzada el 14 de septiembre de 1968.
Los seres humanos nunca se han aventurado más allá de nuestro satélite, pero se han enviado numerosas sondas para explorar el resto del sistema solar. La primera sonda interplanetaria fue la soviética Venera 1, que aunque averiada, sobrepasó Venus a una distancia estimada de 100 000 km en mayo de 1961. La norteamericana Mariner 2 igualó esa hazaña en diciembre del año siguiente. Tres años después, el 16 de noviembre de 1965 se lanza la sonda soviética Venera 3, que tras impactar contra Venus el 1 de marzo de 1966 se convierte en el primer artefacto humano en hacer contacto con otro planeta. El primer aterrizaje controlado se produce en 1970 con la Venera 7, también sobre Venus.
El otro planeta que recibió tempranas visitas fue Marte. En mayo de 1971 se lanzan hacia este planeta tres sondas: una norteamericana (Mariner 9) y dos soviéticas gemelas (Mars 2 y Mars 3). Cada una de las tres sondas alcanzará un hito: la Mariner es la primera en orbitar otro planeta; la Mars 2 es la primera en hacer contacto con Marte, al estrellarse sobre su superficie en 1972, mientras que la Mars 3 consigue efectuar el primer aterrizaje controlado sobre este planeta unos días después.
La primera sonda que cruzó el cinturón de asteroides, abandonando el sistema solar interno, fue la Pioneer 10. Envió información sobre Júpiter en diciembre de 1973 y en junio de 1983 se convirtió en primer objeto hecho por el hombre en llegar más lejos que el planeta más distante del Sol. Le siguió en 1979 la sonda Pioneer 11 que también registró información sobre Júpiter y fue la primera en acercarse a Saturno.
El 3 de noviembre de 1973 se lanzó la sonda Mariner 10 que obtuvo imágenes de Venus y fue la primera en visitar Mercurio.
| Destino  | Primer sobrevuelo | País                          | Año  | Primer aterrizaje | País                          | Año  | Aterrizajes Totales |
| -------- | ----------------- | ----------------------------- | ---- | ----------------- | ----------------------------- | ---- | ------------------- |
| Luna     | Luna 1            | Bandera de la Unión Soviética | 1959 | Luna 2            | Bandera de la Unión Soviética | 1959 | 23                  |
| Mercurio | Mariner 10        | Bandera de Estados Unidos     | 1973 | —                 |                               | —    | 0                   |
| Venus    | Venera 1          | Bandera de la Unión Soviética | 1961 | Venera 3          | Bandera de la Unión Soviética | 1966 | 15                  |
| Marte    | Mariner 9         | Bandera de Estados Unidos     | 1972 | Mars 2            | Bandera de la Unión Soviética | 1972 | 11                  |
| Júpiter  | Pioneer 10        | Bandera de Estados Unidos     | 1973 | Galileo           | Bandera de Estados Unidos     | 1995 | 1                   |
| Saturno  | Pioneer 11        | Bandera de Estados Unidos     | 1979 | Cassini-Huygens   | Bandera de Estados Unidos     | 2005 | 1(1)                |
| Urano    | Voyager 2         | Bandera de Estados Unidos     | 1985 | —                 |                               | —    | 0                   |
| Neptuno  | Voyager 2         | Bandera de Estados Unidos     | 1989 | —                 |                               | —    | 0                   |
| Plutón   | New Horizons      | Bandera de Estados Unidos     | 2015 |                   |                               |      |                     |

(1) La sonda no impactó contra Saturno sino contra Titán, una de sus lunas.

## Viajes tripulados

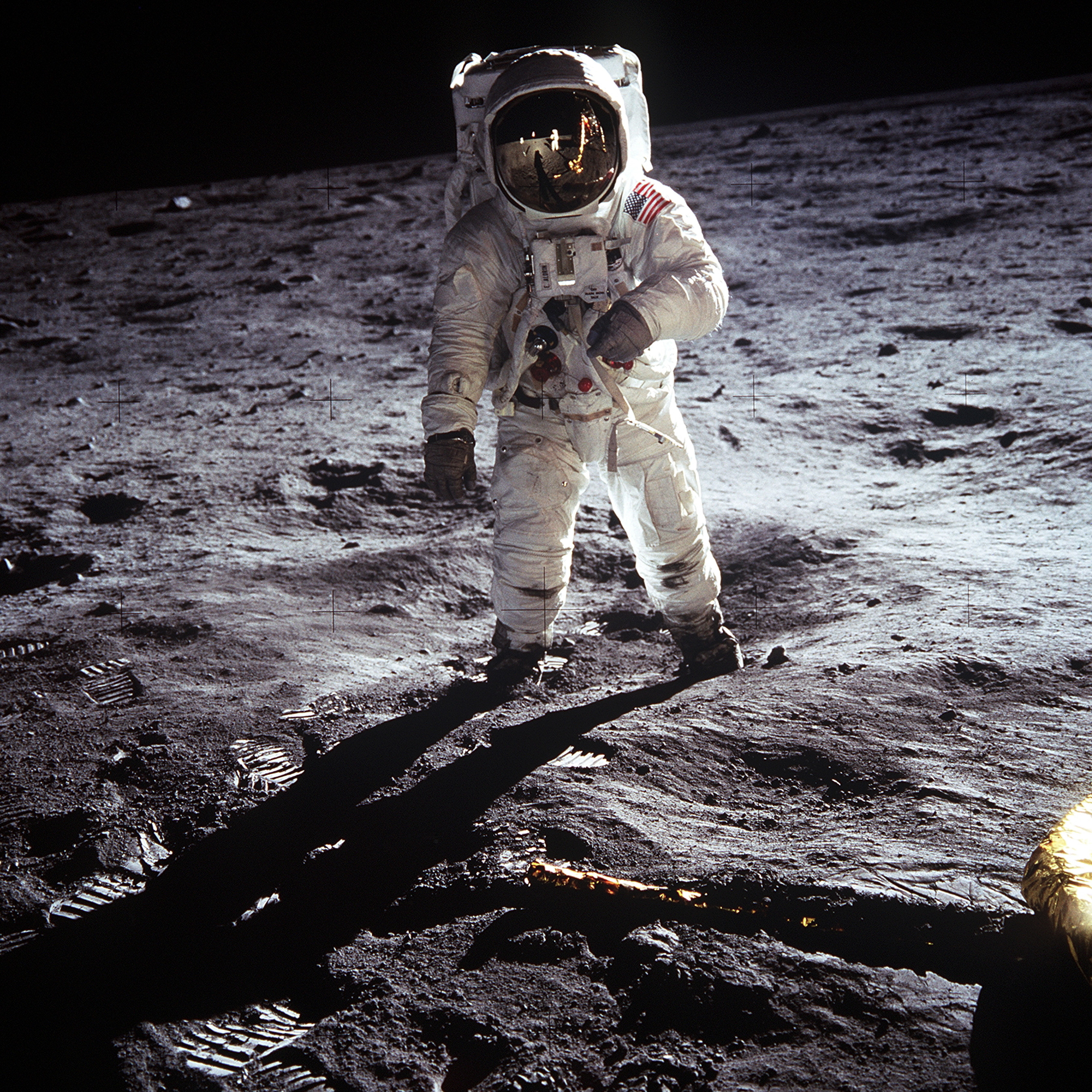
Buzz Aldrin en la misión Apolo 11.

El primer ser vivo en salir al espacio exterior fue la célebre perra Laika, el 3 de noviembre de 1957, viajando a bordo del Sputnik 2. Pero no fue ni mucho menos el único: los científicos e ingenieros experimentaron en numerosas ocasiones con distintos animales antes de atreverse a enviar a un ser humano. Entre las especies lanzadas se encontraban perros, chimpancés, tortugas, insectos, lombrices, plantas y bacterias. Un buen porcentaje de estos animales falleció durante la travesía.
Los viajes espaciales con tripulación humana dieron comienzo el 12 de abril de 1961 con Yuri Gagarin a bordo del Vostok 1 soviético; en un vuelo de 89 minutos de duración a 300 km sobre la superficie terrestre. En cambio, el primer sobrevuelo tripulado de la Luna fue norteamericano, efectuado por los astronautas Frank Borman, Jim Lovell y Bill Anders a bordo del Apolo 8, que el 24 de diciembre de 1968 logró circunvalar nuestro satélite en diez ocasiones antes de regresar a la Tierra.
Hasta el año 2010, apenas 500 personas han viajado al espacio; siendo seis de ellos turistas. En estos viajes han fallecido 21 personas:17 estadounidenses, y 4 rusos.
Las únicas personas que han pisado otro suelo distinto al terrestre son los pasajeros de los seis viajes tripulados del Programa Apolo; (Apolo 11, 12, 14, 15, 16 y 17), realizados en un intervalo de tres años, entre 1969 y 1972, ningún humano ha vuelto a abandonar la órbita terrestre desde entonces.
Tras la suspensión del costoso programa lunar americano, los viajes tripulados se han limitado a acceder a las diversas estaciones espaciales puestas en órbita, y a labores de mantenimiento de equipos orbitales como el telescopio Hubble.
En 2003, China se convierte en el tercer país en enviar seres humanos al espacio de forma independiente: el 15 de octubre de ese año, el taikonauta Yang Liwei logra orbitar la Tierra a bordo de la Shenzhou 5.
Para un futuro a medio/largo plazo se prevé el retorno de los humanos a la Luna, con la intención de establecer un asentamiento permanente, aunque algunos sectores son partidarios de un proyecto más ambicioso que consistiría en preparar un viaje tripulado a Marte. Este debate se conoce como la polémica "Moon first vs. Mars Direct " (primero la Luna, o directos a Marte).

## Instituciones
Existen numerosas agencias espaciales nacionales e internacionales, así como algunas empresas privadas dedicadas al desarrollo de los viajes espaciales. Las más importantes se relatan a continuación según su antigüedad:
- British Interplanetary Society, fundada en 1933[6]
- Proyecto RAND esta iniciativa estadounidense presentó en 1946 un diseño de nave espacial[28]
- El programa espacial soviético; será el primero en lograr éxitos. Se aprueba en enero de 1956
- La NASA se funda en el 1958 para competir con el programa soviético, y terminara superándolo.
- La ISRO india, fundada en 1972, se encuentra en rápido crecimiento.
- La ESA, que engloba a 17 países europeos, se funda en 1975.
- La CNSA China se crea en 1993. Es la tercera en realizar un viaje espacial tripulado.
- SpaceX es una empresa privada estadounidense creada en 2002.
- La JAXA japonesa se crea en 2003, como resultado de la fusión de varias agencias preexistentes.
- Virgin Galactic es una compañía privada creada en EUA en 2004, con el objetivo de realizar viajes espaciales turísticos.

### Tecnología
Los viajes espaciales constan de tres etapas bien diferenciadas: una primera fase de lanzamiento, hasta que se abandona la atmósfera, una segunda fase en el espacio exterior, que sería propiamente el "viaje espacial" y una tercera fase de reentrada o aterrizaje, en los casos de viajes con retorno a la Tierra o con destino final en otro cuerpo celeste.

### Fase de lanzamiento

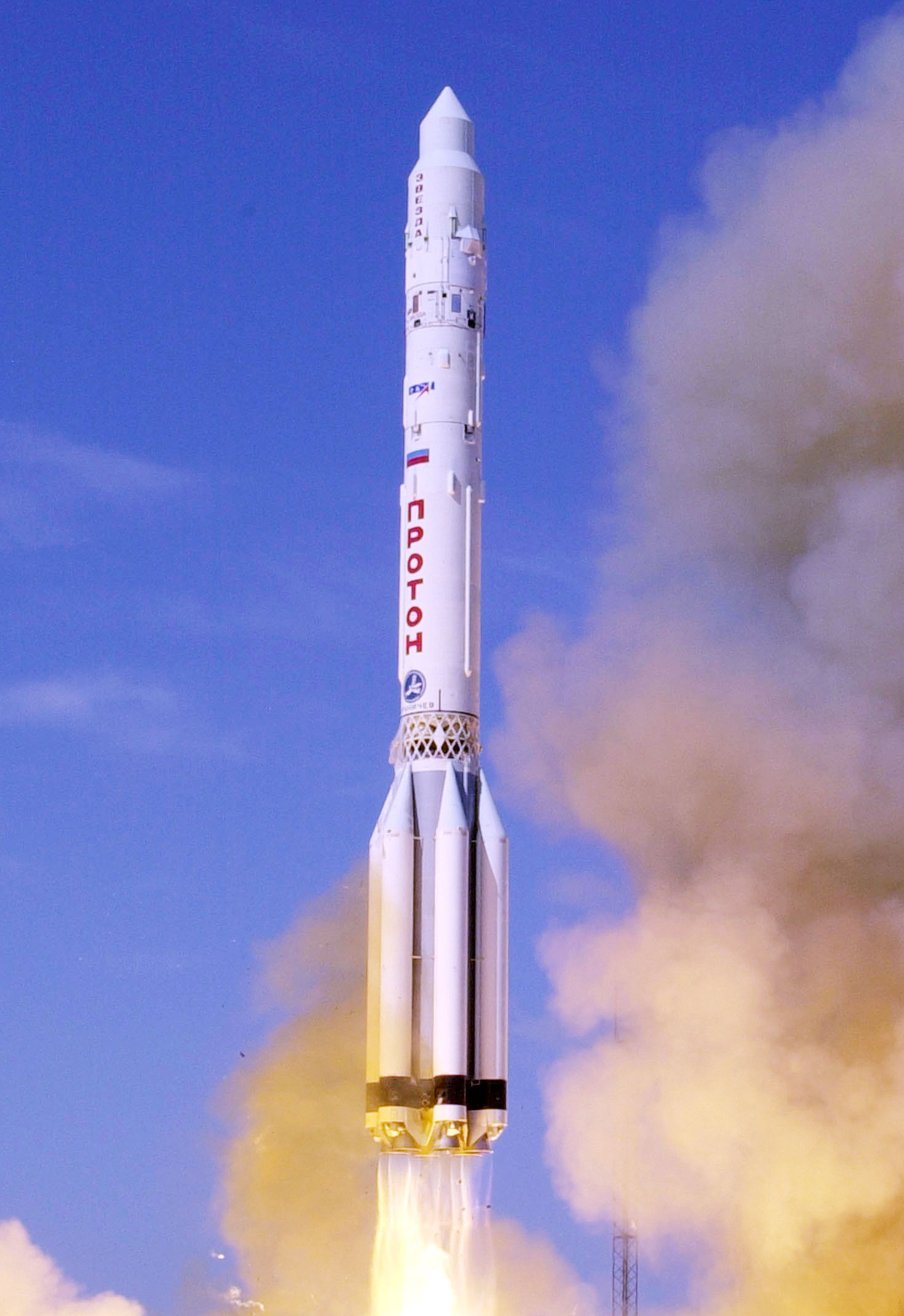
Cohete Protón; uno de los cohetes lanzadores más importantes.

Es con diferencia la fase más cara del viaje. Todas las naves necesitan de un "vector" o sistema propulsor inicial de gran potencia para abandonar la atmósfera. Para ello se recurre a cohetes espaciales de un solo uso, si bien existen algunos modelos parcialmente reutilizables, como las lanzaderas espaciales o el cohete Falcon 1.

#### Economía de los lanzamientos
El abrumador coste económico de los lanzamientos limita enormemente la viabilidad de gran parte de los viajes espaciales. A fecha de 2010, el precio de cada kg subido a una órbita baja supera los 10 000 US$, mientras que para ascender a una órbita geoestacionaria, el precio se eleva en torno a los 20 000 US$. Estos precios se han mantenido estables en las últimas décadas, debido a la falta de elasticidad del mercado, monopolizado por agencias estatales, y con una actividad relativamente escasa. Un estudio de 1997 estimó que el precio de los lanzamientos debería descender en al menos un orden de magnitud para conseguir que los lanzamientos orbitales entrasen en la dinámica de la economía de mercado. Otra forma de reducir los costes se basa en la construcción de naves reutilizables, en lugar de naves de propósito único. Sin embargo, el coste inicial de diseñar y mantener estas lanzaderas exige igualmente un volumen de lanzamientos más elevado que el actual.
Siguiendo este mismo razonamiento, se ha planteado el diseño de naves reutilizables para los propios viajes espaciales, situadas permanentemente en el espacio. De esta manera el coste de cada viaje se reduciría enormemente, pues en torno al 90% del combustible empleado en un viaje espacial se utiliza para escapar de la atmósfera terrestre.
También se ha especulado con la construcción de un ascensor espacial como alternativa para reducir el prohibitivo coste de abandonar la atmósfera, si bien se trata de una iniciativa con desafíos tecnológicos no resueltos todavía.

### Fase espacial
El prohibitivo coste de poner peso en órbita, superior a los 10,000 US$ por kg, limita severamente el peso de las naves. Estas restricciones de peso afectan también a la cantidad de propelente disponible para el viaje, lo que a su vez repercute en la máxima velocidad alcanzable. Dadas las enormes distancias a recorrer, la viabilidad de los viajes espaciales interplanetarios dependerá del desarrollo de tecnologías más eficientes tanto para la puesta en órbita como para propulsión (a corto plazo, mediante propelentes capaces de generar un impulso específico mayor).

#### Mecanismos de propulsión
Una vez en órbita, las posibilidades de propulsión de las naves aumentan. El sistema más usado sigue siendo el cohete de combustible químico: los motores estudiados para las naves tripuladas funcionarían con combustibles hipergólicos, en el caso de viajar a la Luna, o con oxígeno líquido y metano (LOX/CH4) en el caso de viajar a Marte.
Sin embargo, estas tecnologías se ha mostrado insuficientes para recorrer las enormes distancias que nos separan de otros cuerpos celestes. Por ello se investigan tecnologías con un impulso específico mayor, que permitan alcanzar mayores velocidades con el mismo peso de combustible. Entre las tecnologías utilizadas en la actualidad destaca la propulsión iónica, que permite aumentar el impulso en un orden de magnitud. También se están haciendo pruebas con tecnologías que no requieren cargar con el peso del combustible: diversos estudios afirman que las velas solares permitirán obtener impulsos muy superiores a los obtenidos por los cohetes convencionales. Otras tecnologías estudiadas, que podrían permitir viajes tripulados hacia objetivos dentro del sistema solar, son las pilas de combustible de hidrógeno, o la energía nuclear.
Como hipótesis, se han planteado además otras posibles tecnologías, que de ser factibles sólo serían alcanzables en un futuro lejano. Entre estas tecnologías especulativas se encuentran los motores a reacción impulsados por antimateria, las velas de plasma, los motores Warp, los motores por Efecto Casimir o los motores de antigravedad.

#### Otros problemas
Existen también otros problemas específicos del espacio, como la protección frente a impactos. Debido a las enormes velocidades involucradas, cualquier impacto fortuito, incluso con objetos muy pequeños, supone un peligro. Este riesgo es especialmente importante en la órbita de la Tierra, que acumula grandes cantidades de basura espacial. Se ha calculado que la energía cinética de cualquier partícula en órbita evaporará instantáneamente una masa diez veces superior al peso de la partícula. Por ello, las naves recurren a protecciones multicapa, con una barrera exterior de aluminio o Kevlar separada del casco de la nave. La capa externa es perforada por el impacto, fragmentando los restos de la colisión en piezas menores, con el objeto de prevenir la perforación del fuselaje interior.

### Fase de reentrada
Consiste en frenar la nave hasta hacer factible un aterrizaje en el punto de destino. Dependiendo tanto del tipo de destino como del tipo de nave, se utilizan distintas estrategias. En destinos con atmósfera es común recurrir al aerofrenado y/o a distintos tipos de paracaídas, mientras que en los destinos sin atmósfera la desaceleración ha de realizarse mediante cohetes.

## Problemática de los viajes tripulados

Esquema de funcionamiento del Sistema de soporte vital de la ISS.

La presencia de seres vivos en las naves espaciales introduce la necesidad de un sistema de soporte vital, lo que obliga a mantener un ambiente interior estanco frente al vacío exterior y sus temperaturas extremas. Son muy pocos los diseños que permiten efectuar viajes tripulados, destacando entre ellos el Módulo lunar o los transbordadores espaciales, aunque existen otros modelos en fase de diseño como el SpaceX Dragon o el SpaceShipOne. Sin embargo, ninguna de estas naves permite estancias prolongadas: hasta la fecha, esto sólo se ha podido lograr, con distinto éxito, en las estaciones espaciales. Una nave tripulada que pretenda viajar más allá de la Luna deberá hacer frente tanto a los problemas de un complejo sistema de soporte vital, como a los problemas de salud asociados a viajes espaciales de larga duración. Se estima que una nave tripulada con destino Marte deberá pesar unas 100 toneladas, mientras que el módulo de descenso no pesará menos de 20 toneladas. En los experimentos realizados durante el inicio de siglo XXI, se asumen naves con un volumen interior presurizado en torno a los 500 m³.

### Soporte vital
En un viaje tripulado de larga duración, todos o la mayor parte de los componentes orgánicos de la nave (agua, comida, heces, orina) deberán reciclarse, permitiendo mantener en equilibrio un ecosistema cerrado sin ayuda del exterior. Este problema plantea múltiples desafíos tecnológicos, como atestiguan los múltiples problemas en los experimentos Biosfera realizados a finales del siglo XX, o en los sistemas de soporte vital de las estaciones espaciales. En estos ambientes cerrados se hace necesario controlar permanentemente multitud de parámetros (humedad, temperatura, niveles de CO2, amoníaco o metano; esterilidad, disponibilidad de agua, etc.) con escaso o en su caso nulo margen de maniobra y repuestos.

### Salud
La permanencia de seres humanos en el espacio exterior presenta además otros problemas. Junto con los problemas comunes de los vuelos atmosféricos (aceleraciones, atmósfera artificial, ruidos, vibraciones, etc.) hay que añadir dos problemas principales: la ausencia de gravedad y la radiación cósmica.

#### Ausencia de gravedad
Se han documentado diversos trastornos físicos que surgen con el cambio a la ingravidez; entre ellos destacan el mareo, las náuseas o la pérdida de apetito. Estos trastornos, no obstante, son pasajeros y no revisten importancia. A medio plazo sin embargo se pueden producir somnolencia, debilidad, y confusión, así como alteraciones cardiovasculares transitorias, mientras que las estancias prolongadas ocasionan una importante pérdida de masa ósea, que en algunos casos puede alcanzar el 20%, así como pérdida de masa muscular de hasta un 25%. Los programas de ejercicios durante el viaje logran paliar, pero no evitar este problema, y se estudian posibles soluciones dietéticas y farmacológicas. También preocupa el debilitamiento del sistema inmune, unido a un aparente aumento de la virulencia en las bacterias sometidas a estados de baja o nula gravedad, lo que podría provocar peligrosas infecciones durante los viajes largos.
En futuros viajes tripulados de larga duración, una de las soluciones más planteadas se basa en la creación de un entorno de gravedad artificial mediante fuerza centrífuga, obtenida mediante la rotación de la nave, o de una parte de ella.

#### Rayos cósmicos y viento solar
Los rayos cósmicos aumentan el peligro de desarrollar tumores, cataratas, y otras enfermedades: Se ha estimado que sin una protección adecuada, en un viaje a Marte aproximadamente el 30% de las células de un astronauta serían atravesadas por partículas de muy alta energía.  Para reducir la exposición a la radiación, las naves deberán poseer escudos antiradiación. Se han planteado escudos físicos de composites y poliméricos así como escudos electromagnéticos y electrostáticos o combinaciones de todos ellos, debido a que cada una de estas tecnologías es más eficaz para un tipo de radiación distinta.
Los escudos no son las únicas estrategias bajo estudio: por ejemplo, se ha especulado con la idea de que utilizar agua con bajo contenido en deuterio podría disminuir el riesgo de cáncer durante los viajes espaciales.
La NASA tiene la norma por la cual en 10 años de servicio, un astronauta no debería recibir mayor radiación que la que incrementaría en un 3 % la probabilidad de sufrir a futuro un cáncer mortal.
Usando esta norma, la NASA calcula la cantidad de radiación máxima que un astronauta debería recibir en 10 años de servicio (basados en cálculos aproximados, sin mucha estadística disponible):
Hombres de 25 años: 0,7 Sv; Mujeres de 25 años: 0,4 Sv

Hombres de 35 años: 0,9 Sv; Mujeres de 35 años: 0,6 Sv

Hombres de 45 años: 1,5 Sv; Mujeres de 45 años: 0,9 Sv

Hombres de 55 años: 2,9 Sv; Mujeres de 55 años: 1,6 Sv
La tabla anterior se la usa a partir de año 2000. Anteriormente esos límites expresados en Sievert eran algo mayores.

#### Psicología
El aspecto psicológico se considera crucial en viajes largos: además de la creación de protocolos de trabajo variados y de una selección de tripulaciones compatibles, se plantean la creación de ciclos y tipos de iluminación que permitan adecuar los ritmos circadianos a los de la Tierra, o incluso el uso de fármacos.  En junio de 2010 el Instituto Ruso para Problemas Biomédicos (IBMP), en colaboración con el Programa europeo para las ciencias físicas y biológicas en el espacio (ELIPS), dio inicio a un nuevo experimento que pretende emular un viaje tripulado a Marte, denominado Mars 500. En este ensayo se busca comprender, entre otros parámetros, los factores humanos que pueden resultar problemáticos en una estancia prolongada en un entorno cerrado y aislado, y con individuos sometidos al estrés de un viaje espacial.

## Debate sobre los viajes tripulados

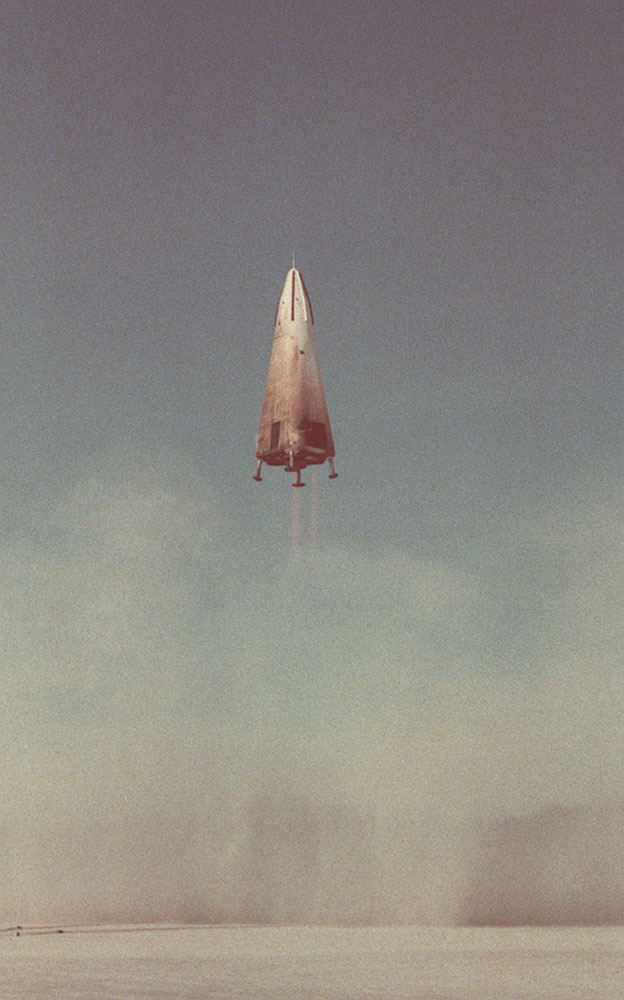
Primer vuelo del prototipo Delta Clipper DC-X de la NASA.

Ciertos sectores cuestionan la utilidad actual de los viajes espaciales tripulados, debido a la desproporción entre su coste y sus limitados beneficios científicos. Tanto los viajes a la Luna como las distintas estaciones espaciales suponen un tremendo gasto de recursos, y su motivación principal ha sido geoestratégica, y no científica. El programa Apolo que llevó al hombre a la Luna acaparó el 4% del presupuesto federal estadounidense, y tales cantidades de dinero son consideradas por un sector de la comunidad científica como un derroche, prefiriendo en su lugar los viajes no tripulados, pues tanto los satélites como las sondas espaciales han probado su utilidad como instrumentos de conocimiento y progreso. A esta percepción de parte de la comunidad científica, que ve cómo el elevado presupuesto requerido por los viajes tripulados obliga a cancelar multitud de programas robóticos, se une el hecho de que las nuevas generaciones, más acostumbradas a las experiencias virtuales, parecen mostrar un interés decreciente en la necesidad "estar allí". Otro de los motivos que se esgrimen en contra es el elevado riesgo que entrañan estos viajes, que hace cuestionable la ética de estas misiones sobre la base de sus limitados beneficios científicos. Por ello, tanto la NASA como la JAXA están diseñando robots humanoides para viajar al espacio. Se pretende enviar al robot norteamericano Robonaut 2 a la Estación Espacial Internacional, mientras que los japoneses pretenden enviar el suyo a la Luna.
Por su parte, los partidarios del programa espacial tripulado lo defienden como paso previo necesario para la futura colonización humana de otros planetas, y también por sus potenciales beneficios científicos asequibles a corto plazo, como el establecimiento de distintos tipos de observatorios en la Luna. La posibilidad de obtener materias primas de otros planetas y asteroides, el desarrollo tecnológico que impulsarían estas misiones, o la previsible estabilidad geopolítica que se conseguiría con los grandes proyectos internacionales necesarios para emprender estos viajes, son otros motivos esgrimidos por sus defensores. En favor de la presencia humana en el espacio también se alega la mayor versatilidad que presenta actualmente un astronauta frente a un robot.

## Propuestas futuras
Agendas anunciadas
Aunque los calendarios anunciados por las diversas agencias probablemente sean demasiado optimistas, la práctica totalidad de ellas han anunciado viajes espaciales a la Luna, en su mayoría tripulados. Las fechas anunciadas son estas:
- La NASA presentó un programa para regresar a la Luna en 2020, si bien este programa se pospuso indefinidamente a principios de 2010.
- Rusia anunció en 2007 un programa que pretendía poner un cosmonauta en la Luna en 2025, y en Marte en 2040[51]
- La CNSA China pretende enviar hombres a la Luna para 2020.[52]
- La JAXA japonesa anunció un plan para enviar un robot a marte en 2015, y establecer una colonia lunar robótica en 2020,[53] con presencia humana a partir de 2025-2030.[53][54]
- La ISRO india anunció en 2006 su intención de poner en órbita a sus propios astronautas para 2014.[55]
- La ESA europea pretende iniciar sus programas tripulados para 2020, con el objetivo de viajar a Marte en 2030.[56]

- Por otra parte, desde 2007 se estudia un proyecto de cooperación internacional para realizar vuelos espaciales, tanto tripulados como robóticos, a distintos destinos del sistema solar. En este proyecto participarían 13 agencias espaciales.[57]

Destinos potenciales
Los destinos contemplados para los viajes tripulados a medio plazo son la Luna y Marte, mientras que los viajes no tripulados son más variados; entre ellos destaca una misión robótica a Europa, debido a la existencia de agua líquida bajo su superficie, lo que permitiría explorar la posibilidad de vida. Otros destinos estudiados son algunos asteroides o los puntos de Lagrange.

## Primeros viajes espaciales en la ciencia ficción
A pesar de que en la actualidad es objeto de amplio tratamiento en todo tipo de obras, la temática de los viajes espaciales fue una rareza hasta el inicio del siglo XX. Se listan a continuación, por orden cronológico, las obras consideradas pioneras en este género:
- De facie en Orbe Lunae (Plutarco) (46 - 120)
- Historia verdadera (Luciano de Samosata) (≈ 160)[2]
- Icaromenippus (Luciano de Samosata) (≈ 160)
- Sommnium (Johannes Kepler) (1634)
- The man in the Moone (Francis Godwin) (≈ 1640)[2]
- The discovery of a World in the Moone (John Wilkins) (≈ 1640)[2]
- Voyage dans la Lune (Cyrano de Bergerac) (1649)
- Histoire des États et Empires du Soleil (Cyrano de Bergerac) (1652)
- Sizigias y cuadraturas lunares (Manuel Antonio de Rivas) (≈ 1775)
- De la Tierra a la Luna (Julio Verne) (1865)
- Alrededor de la Luna (Julio Verne) (1867)
- Auf zwei Planeten (Kurd Lasswitz) (1897)
- La guerra de los mundos (H. G. Wells) (1898)
- The First Men on The Moon (H. G. Wells) (1901)